# Club Atlético Unión Santiago
El Club Atlético Unión Santiago, mayormente conocido como Unión Santiago o por su acrónimo «CAUS», es una entidad deportiva de la ciudad de Santiago del Estero, Argentina. Fue fundado el 19 de diciembre de 1982. Su principal actividad es el fútbol. Actualmente participa en los torneos de Liga Santiagueña de Fútbol y en el Torneo Regional Federal Amateur, la cuarta categoría del fútbol de Argentina.
El primer presidente del club es Carlos Horacio Tragant y el actual su hijo Carlos Ricardo Tragant, el primer título local lo ganó en 1983 y ahora cuenta con 20 campeonatos de la Liga Santiagueña con pocos años de historia, siendo este uno de los 5 equipos más grandes de esa provincia.
Anteriormente, en cuanto a competición nacional, tuvo 3 participaciones de la Copa Argentina desde la temporada 2013-2014 hasta la 2015-2016, en el Torneo Federal C y Torneo Federal B la cuales se fusionaron para formar el Torneo Regional Federal Amateur donde actualmente participa y también estuvo en el Torneo Argentino A donde solo participó en 2 temporadas.
Por sus filas pasaron jugadores de la talla como Luis Adolfo Galván (campeón del Mundo en 1978), el "Chango" Cárdenas (campeón con Racing Club en la Copa Libertadores 1967 y la Copa Intercontinental 1967), Blas Mario Cano, Carlos Marcelo Almaraz, el "Zorro" Martínez, Omar Orellano, Roger "Pinino" Gerez, el "Puma" Rodríguez, Daniel "Talón" Juárez, César Coronel, "Pulga" y Ricardo Sily y "Petaco" Fernández, Joaquín “faraón” Uequin entre otros.

## Historia

### El origen y fundación de Unión Santiago
El club se fundó en lo deportivo el 19 de diciembre de 1981, duró solamente un año hasta que surgió la fusión entre Club Atlético Santiago y del Club Atlético Unión. El descenso de Atlético Santiago a la Segunda División de la Liga Santiagueña de Fútbol derivó en la iniciativa impulsada por Aldo Fiorini, presidente de Club Santiago, y Segundo Moisés Arce, miembro de la Comisión Directiva de Club Unión, de unificar a ambas entidades deportivas para lograr un mejor rendimiento.
Fue así que fundaron el Club Atlético Unión Santiago, el día 19 de diciembre de 1982, que también le brindaron los colores rojo (de Atlético Santiago), azul y blanco (de Club Unión) al escudo y la camiseta.
El estadio, que pertenecía al club Unión, denominado Roberto "Tito" Molinari, se encuentra ubicado en el principal acceso hacia la ciudad capital de Santiago del Estero, sobre Avenida Rivadavia.

### Primeros Campeonatos
En 1983 tuvo su primer título logrado en el Torneo Anual de la Liga Santiagueña y quedó en la historia.

### Torneo Anual 1994
El 1 de octubre de 1994, Unión Santiago se consagraba campeón del torneo organizado por la Liga Santiagueña de Fútbol con un resultado que marcó la historia del fútbol de Santiago del Estero. Fue 8-2 ante Güemes en el encuentro de vuelta disputada en el Estadio Arturo "Jiya" Miranda. Fue una de las finales con el resultado más abultado de la historia ya que en el global (fue ida y vuelta) concluyó por 12-3 ya que en el encuentro disputado, en el Estadio Roberto "Tito" Molinari, fue también triunfo del “Tricolor” por 4-1.
Los goles del equipo que era dirigido por Luis Ricardo “Kuky” Barrientos fueron anotados por Carlos Romano en dos ocasiones (uno de penal), Germán Díaz también en dos ocasiones, Daniel “Talón” Juárez y tres de Francisco “Petaco” Fernández, quien se erigió en la figura de esta final.

### Ascenso a Torneo Argentino A
Consiguió un ascenso al Torneo Argentino A en 1995 y estuvo muy cerca de ascender a la Primera B Nacional en dos oportunidades, en la década del 90, donde fue considerado como el más ganador, pero durante el torneo de la temporada 1996-97 descendió a Torneo Argentino B.

### Descenso a Torneo Argentino B
Luego descender de categoría, pasó a jugar a la temporada de 1999-00 del torneo.

### Torneo Federal B 2015
Unión Santiago perdió en la vecina provincia de Tucumán, donde cayó por 2 a 1 ante Concepción FC en el partido de ida de una de las semifinales del Torneo Federal B.

### Torneo Anual 2023
El 9 de octubre de 2023, se consagró campeón de la Copa de Oro del Torneo Anual “Campeones del Mundo 2022” de Primera División que organizó la Liga Santiagueña de Fútbol y clasificó para el Torneo Regional Federal Amateur 2023-24.

### Torneo Anual 2024
El 22 de septiembre de 2024, Unión Santiago se consagró por segunda vez consecutiva campeón del Torneo Anual “Expreso Lo Bruno” de la Liga Santiagueña de Fútbol al vencer a Vélez de San Ramón por 2-1 (global 3-1), y se clasificó para el Torneo Regional Federal Amateur 2024-25.

## Comisión Directiva
| Comisión directiva (2024-presente) |
| |
| - Presidente: Gerardo Montenegro - Vicepresidente 1.º: Carlos Ricardo Tragant - Vicepresidente 2.º: Willen Alejandro Vankoninemburg - Secretario: Franklin Saúl Juárez - Prosecretario: Damián Francisco Figueroa - Tesorero: Walter Orlando Gómez - Protesorero: Dr. Mario Osvaldo Rovelli - Vocal Titular 1.º: Álvaro Blanco Piazza - Vocal Titular 2.º: Lucas Brizuela - Vocal Titular 3.º: Walter Rossi - Vocal Titular 4.º: Ramón Ávila - Vocal Titular 5.º: Martín Sández - Vocal Titular 6.º: José Águila - Vocal Suplente 1.º: Ramón Leiva - Vocal Suplente 2.º: Carlos Miranda Mazza - Vocal Suplente 3.º: Marcos Galván - Vocal Suplente 4.º: Pablo Estanciero - Vocal Suplente 5.º: Arturo Silva - Vocal Suplente 6.º: Manuel Navarro - Revisores de Cuentas: Carlos Ibarra Pablo Gómez |
| |

## Instalaciones
El estadio, que pertenecía al extinto Club Atlético Unión, denominado Roberto "Tito" Molinari, se encuentra ubicado sobre la Avenida Rivadavia, a pocos metros del puente San Francisco Solano, que cruza el Río Dulce y une la ciudad de Santiago del Estero con La Banda. Su capacidad es de aproximadamente de 7.500 personas.

## Rivalidades
Su principal rival es el Club Atlético Güemes, también de la misma ciudad con quien disputa el clásico Santiagueño.

## Datos del club
Total de temporadas en AFA: 26
- Temporadas en primera división: 0
- Temporadas en segunda división: 0
- Temporadas en tercera división: 6
  - Torneo del Interior: 4 (1988-89, 1991-92, 1992-93, 1994-95)
  - Torneo Argentino A: 2 (1995-96, 1996-97)
- Temporadas en cuarta división: 13
  - Torneo Argentino B: 2 (1999-00, 2013-14)
  - Torneo Federal B: 5 (2014, 2015, 2016, 2016 (complementario), 2017)
  - Torneo Regional Federal Amateur: 6 (2019, 2020, 2021-22, 2022-23, 2023-24, 2024-25)
- Temporadas en quinta división: 7
  - Torneo Argentino C: 7 (2006, 2007, 2008, 2009, 2011, 2012, 2013)
- Participaciones en Copas nacionales: 3
  - Copa Argentina: 3 (2013-14, 2014-15, 2015-16)

## Palmarés

### Títulos Provinciales
| Competición Provincial            | Títulos | Subcampeonatos |
| --------------------------------- | --- | -------------- |
| Liga Santiagueña de Fútbol (21/0) | Torneo Anual: 1983, 1988, 1991, 1992, 1994, 2008, 2012, 2023 y 2024. Torneo Representación: 1992, 1995 y 1999. Torneo Apertura: 1988, 1989, 1991 y 1999. Torneo Clausura: 1994. Torneo Preparación: 2008. Liguilla Clasificatoria: 1991, 1994 y 2005. |                |